# 立川左平次
立川 左平次（たてかわ さへいじ、1972年8月18日 - ）は、落語家。本名∶鎌田 圭介。横浜市戸塚区出身。落語立川流所属、立川左談次門下。

## 経歴
1999年7月、立川左談次に入門しようとするが断られ（#人物欄参照）、二代目快楽亭ブラック門下へ入門。前座名快楽亭ブラ談次を名乗る。2005年8月、快楽亭ブラックの落語立川流からの除名に伴い、立川左談次門下に移り、立川フラ談次に改名。
2007年5月、第12回岡本マキ賞受賞。同年7月に立川キウイ、立川談大、泉水亭錦魚、立川平林、立川吉幸、立川らく里、立川志らべ、立川らく次と共に二ツ目昇進。これにに伴い、立川談奈を襲名。これは師匠である左談次の前座名を左談次本人から譲り受けたものである。
2015年10月、立川志らら、二代目立川小談志、立川志ら玉、立川らく朝と共に真打昇進。同時に立川左平次に改名。

## 芸歴
- 1999年7月 - 二代目快楽亭ブラックに入門、前座名「ブラ談次」。
- 2005年8月 - 立川左談次門下に移籍、「フラ談次」に改名。
- 2007年7月 - 二ツ目昇進、「談奈」と改名。
- 2015年10月 - 真打昇進、「左平次」に改名。

## 人物
最初の高座名であるブラ談次は二人目の師匠である立川左談次に由来する。左談次の熱烈なファンで、落語家として入門する際も幾度と無く弟子入りを左談次に頼み込むが、弟子を一切取らない方針であった左談次は頑なに拒否、偶然居合わせた快楽亭ブラックに押し付けようとする。ブラックは既に快楽亭ブラ房を弟子としていたこともあり快諾、ブラックと左談次の高座名を合せ、快楽亭ブラ談次を名乗ることになる。他のブラックの弟子はブラ房、ブラ汁、ブラッC（ぶらっしー）、小ブラと語呂合わせで命名されており、この高座名はブラック門下では特殊と言える。
前座でありながら積極的に勉強会を開催し、特にストライプハウスギャラリーにて隔月開催している勉強会はその会場の特殊性で際立っている。
また、2005年6月に東洋館で開催した勉強会ではブラック、左談次と、元ナンセンストリオの前田隣をゲストに迎え、前座としては記録的な240名動員を達成する。
浅草に在住する数少ない落語家の一人である。その為時折テレビ番組や雑誌などに取り上げられることもある。

## 舞台
- エヴリデイ・エヴリナイト（2008年10月、深川江戸資料館小劇場） - 落語家（吉朝亭小金）／白戸久継役